# Leakeyornis
Leakeyornis fue un género extinto de flamenco del Mioceno temprano a medio de Kenia, principalmente conocido del área del actual lago Victoria . Fue descrito inicialmente como una especie de Phoenicopterus, en base a un cráneo incompleto y varios huesos de las extremidades; posteriormente se descubrió que poseía una mezcla de rasgos presentes en géneros de flamencos modernos y por lo que se le dio su propio género. Contiene una sola especie, Leakeyornis aethiopicus .

## Historia y Denominación
Louis Leakey encontró varios fósiles de Leakeyornis en  estratos del Mioceno del lago Victoria, posteriormente los entregó al Museo de Historia Natural de Londres . Estos restos fueron nombrados por Harrison y Walker en 1976 como una especie de Phoenicopterus, Phoenicopterus aethiopicus . Esta descripción se basó en el espécimen holotipo BMNH A 4382, que representa la parte posterior del pico, mientras que un fragmento de mandíbula inferior y varios huesos apendiculares fueron designados como paratipos . En los años tras dicha publicación, se encontraron más material en la Isla Rusinga ( Formación Hiwegi, Formación Kulu ), la Isla Maboko y Chianda Uyoma . Los fósiles, que representan elementos postcraneales del ave, se consideraron suficientemente distintos de los géneros de flamencos modernos como para justificar la creación de un nuevo género, Leakeyornis .
El nombre genérico Leakeyornis honra tanto a Louis Leakey como a Mary Leakey por su investigación sobre la paleontología africana, mientras que el nombre específico aethiopicus hace referencia a Etiopía.

## Descripción
Pese a la ausencia de un cráneo completo y a la similitud de los elementos poscraneales en géneros de flamencos modernos son relativamente similares entre sí, Leakeyornis se puede distinguir de otros taxones en función de varias características únicas y mediante las combinaciones de diferentes rasgos morfológicos. El cráneo de Leakeyornis, aunque incompleto, muestra una mezcla de características observadas en las especies modernas de flamencos: en la anatomía de las narinas, alargadas en lugar de cortas, mientras que el paladar se parece más al flamenco mayor. Respecto al paladar, las especies de flamencos muestran proyecciones del hueso que se organizan en crestas, en Leakeyornis estas proyecciones palatinas exhiben una doble cresta débil similar a Phoenicopterus, en lugar de una cresta singular más desarrollada. En cambio, la mandíbula inferior difiere de la de Phoenicopterus y muestra más similitudes con las del flamenco menor y las especies sudamericanas de Phoenicoparrus . La mandíbula inferior es especialmente estrecha con un surco anterior profundo que se estrecha más gradualmente que en Phoenicopterus. La sínfisis mandibular probablemente era poco profunda y el pico estaba ligeramente curvado hacia abajo como en Phoenicoparrus y Phoeniconaias .
En tamaño, se descubrió que Leakeyornis era más pequeño que el Harrisonavis contemporáneo de Europa, así como las extintas Phoenicopterus novaehollandiae y Phoenicopterus copei .
Rich y Walker notaron algunas diferencias entre los especímenes encontrados en la Formación Hiwegi y los de la Formación Kulu, sin embargo, la distorsión tafonómica y la erosión impiden discernir el significado y el origen de estas diferencias.

## Paleobiología
Los restos más antiguos de Leakeyornis  vienen del Mioceno temprano y se encontraron en la Isla Rusinga, al este del lago Victoria.  Un fémur de la isla de Maboko indica que Leakeyornis permaneció presente en África oriental hasta el Mioceno medio; después de su extinción no se conocen fósiles de flamencos en África hasta al menos el Plioceno tardío.